# Giancarlo Rigamonti

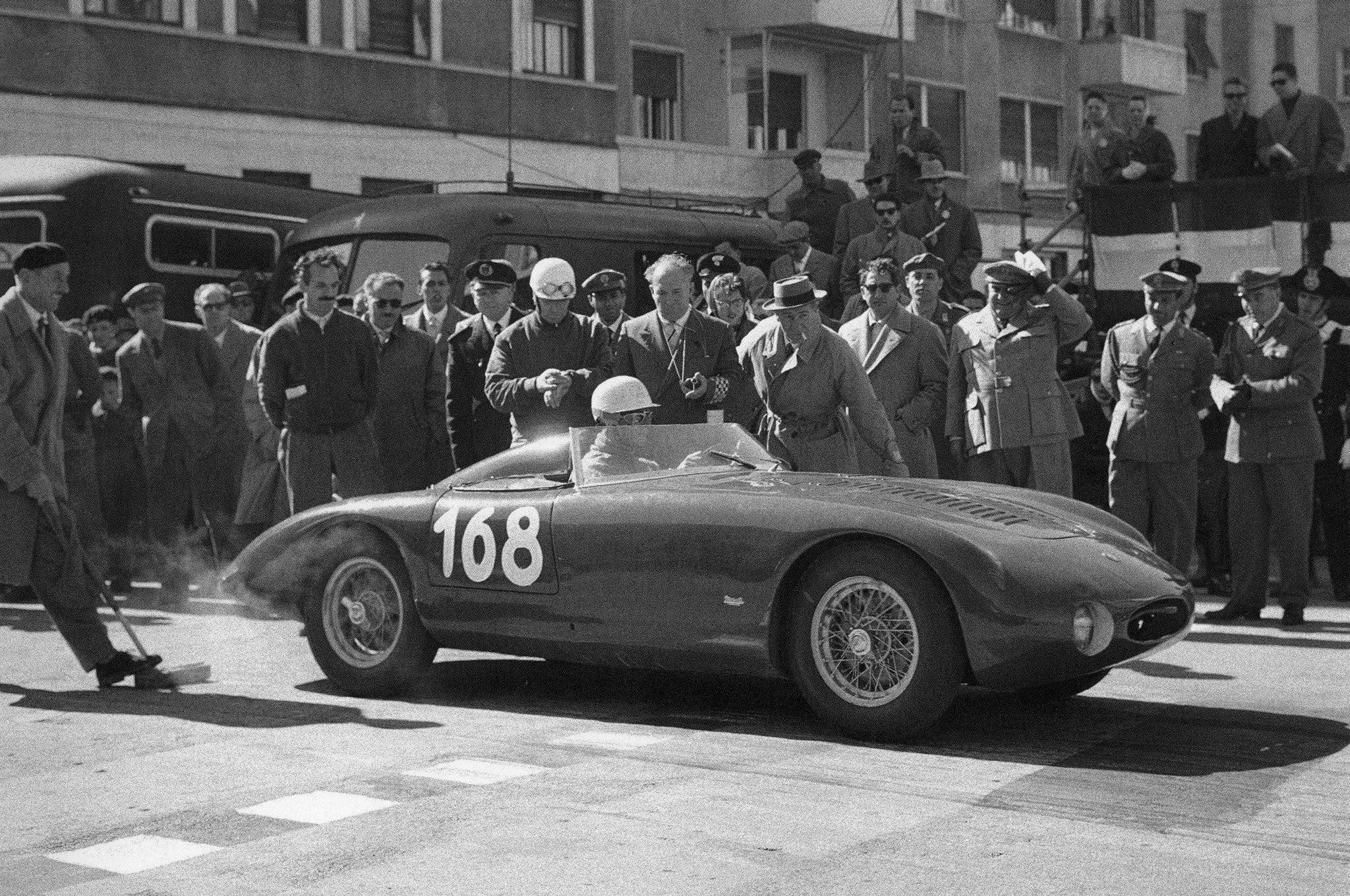
Giancarlo Rigamonti im Osca 750 beim Bergrennen Triest-Opicina 1957

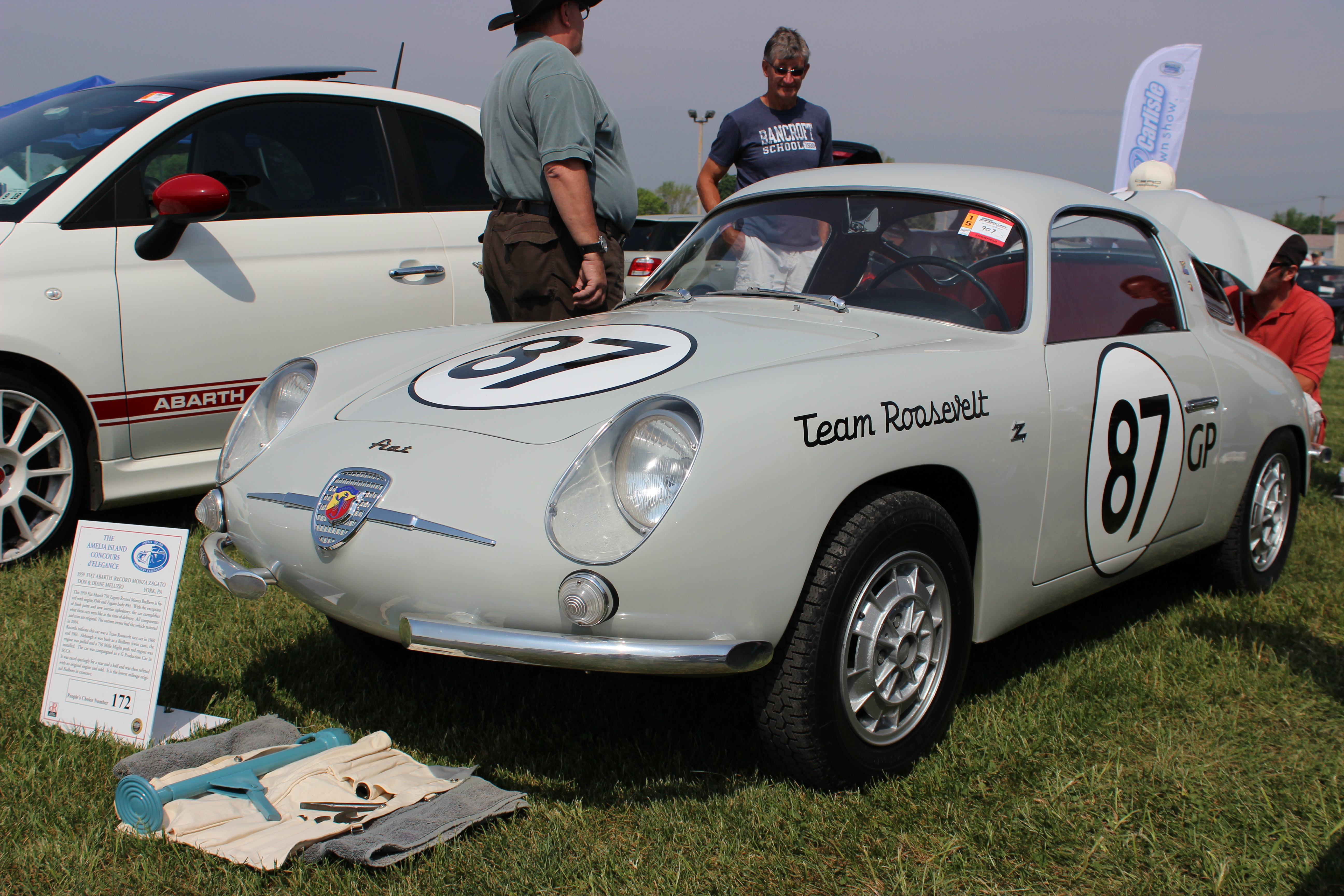
Fiat-Abarth Zagato RM

Giancarlo Rigamonti ist ein ehemaliger italienischer Autorennfahrer.

## Karriere im Motorsport
Giancarlo Rigamonti war in den 1950er- und 1960er-Jahren als Rennfahrer aktiv. Seine ersten Einsätze hatte er bei der Mille Miglia, einem zu dieser Zeit in Italien sehr populären Straßenrennen. 1952, 1953 und 1954 konnte er sich nicht im Spitzenfeld klassieren; 1955 fiel er aus.
In den nächsten folgten weitere Einsätze bei Straßenrennen und 1960 gemeinsam mit Giancarlo Sala der Gesamtsieg auf einem Fiat-Abarth Zagato RM bei der Coppa Ascari in Monza. Im selben Jahr wurde er Werksfahrer bei Abarth, startete beim 24-Stunden-Rennen von Le Mans und 1962 für die Scuderia Sant’ Ambroeus beim 1000-km-Rennen auf dem Nürburgring. Nach dem neunten Gesamtrang 1963 in der italienischen Formel-Junior-Meisterschaft beendete er 1964 nach einigen Gaststarts in der Italienischen Formel-3-Meisterschaft seine Karriere.

## Statistik

### Le-Mans-Ergebnisse
| Jahr | Team         | Fahrzeug         | Teamkollege   | Platzierung | Ausfallgrund  |
| ---- | ------------ | ---------------- | ------------- | ----------- | ------------- |
| 1960 | Abarth & Cie | Fiat-Abarth 750S | Remo Cattini  | Ausfall     | Motorschaden  |
| 1961 | Abarth & Cie | Fiat-Abarth 700S | Giorgio Bassi | Ausfall     | Lichtmaschine |

### Einzelergebnisse in der Sportwagen-Weltmeisterschaft
| Saison | Team                          | Rennwagen                      | 1   | 2   | 3   | 4   | 5   | 6   | 7   | 8   | 9   | 10  | 11  | 12  | 13  | 14  | 15  |
| ------ | ----------------------------- | ------------------------------ | --- | --- | --- | --- | --- | --- | --- | --- | --- | --- | --- | --- | --- | --- | --- |
| 1953   |                               | Panhard Dyna                   | SEB | MIM | LEM | SPA | NÜR | RTT | CAP |     |     |     |     |     |     |     |     |
| 1953   | 206                           | Panhard Dyna                   |     |     |     |     |     |     |     |     |     |     |     |     |     |     |     |
| 1954   |                               | Crepaldi-Panhard X86 Dyna Coli | BUA | SEB | MIM | LEM | RTT | CAP |     |     |     |     |     |     |     |     |     |
| 1954   |                               | Crepaldi-Panhard X86 Dyna Coli | 129 |     |     |     |     |     |     |     |     |     |     |     |     |     |     |
| 1955   |                               | Panhard Dyna                   | BUA | SEB | MIM | LEM | RTT | TAR |     |     |     |     |     |     |     |     |     |
| 1955   |                               | Panhard Dyna                   | DNF |     |     |     |     |     |     |     |     |     |     |     |     |     |     |
| 1957   |                               | Osca S750                      | BUA | SEB | MIM | NÜR | LEM | KRI | CAR |     |     |     |     |     |     |     |     |
| 1957   |                               | Osca S750                      | 58  |     |     |     |     |     |     |     |     |     |     |     |     |     |     |
| 1959   | Scuderia Sant Ambroeus        | Osca S750S                     | SEB | TAR | NÜR | LEM | RTT |     |     |     |     |     |     |     |     |     |     |
| 1959   | Scuderia Sant Ambroeus        | Osca S750S                     | 20  |     |     |     |     |     |     |     |     |     |     |     |     |     |     |
| 1960   | Abarth                        | Fiat-Abarth 750S               | BUA | SEB | TAR | NÜR | LEM |     |     |     |     |     |     |     |     |     |     |
| 1960   | Abarth                        | Fiat-Abarth 750S               |     | DNF |     |     |     |     |     |     |     |     |     |     |     |     |     |
| 1961   | Scuderia Sant Ambroeus Abarth | Osca S1000 Fiat-Abarth 700S    | SEB | TAR | NÜR | LEM | PES |     |     |     |     |     |     |     |     |     |     |
| 1961   | Scuderia Sant Ambroeus Abarth | Osca S1000 Fiat-Abarth 700S    |     | 15  |     | DNF |     |     |     |     |     |     |     |     |     |     |     |
| 1962   | Scuderia Sant Ambroeus        | Alfa Romeo Giulietta SZ        | DAY | SEB | SEB | MAI | TAR | BER | NÜR | LEM | TAV | CCA | RTT | NÜR | BRI | BRI | PAR |
| 1962   | Scuderia Sant Ambroeus        | Alfa Romeo Giulietta SZ        |     |     |     | DNF |     |     |     |     |     |     |     |     |     |     |     |